# 三重客運
三重汽車客運股份有限公司（英語：San Chung Bus Company, Ltd.），簡稱三重客運、重客，主要經營台北聯營公車、新北市公車、桃園市市區公車，以及國道客運路線。

## 沿革
1968年5月7日三重客運奉令核准創設，經營公路客運；1977年4月30日三重客運加入臺北聯營公車體系，主要經營臺北聯營公車、公路客運及國道客運，是大台北地區首家全線換裝冷氣車的業者，也是首先改進車輛調度作業的業者。該公司營運規模日益擴大，並藉由轉投資方式陸續投資臺中客運及統聯客運。
三重客運故董事長李炳盛從政多年，曾擔任臺北縣議員、臺灣省議員及監察委員，政商關係良好。李炳盛家族目前除了固守新北市、經營三重客運與首都客運外，還跨足臺中客運，並投資統聯客運，堪稱臺灣公路客運一霸。
自從李炳盛家族第二代接棒後，由李博仁繼承三重客運與臺中客運，李博文繼承首都客運。後來臺中客運也賣給了李博文，至此三重客運已無任何子公司。
在2019年7月，由李博文召開的三重客運臨時董事會中，李博文取代李博仁，成為新任三重客運董事長。之後原三重客運總經理簡有政請辭，由前立法委員蔡正元接任20日後，李建文成為新任總經理，三重客運亦正式被首都客運接手掌管。

## 服務範圍
- 新北市：以三重區、蘆洲區、新莊區、五股區、泰山區、林口區、樹林區為主，其次為八里區、板橋區、中和區、土城區、淡水區。
- 台北市：全區，以内湖區、大同區、中正區最多。
- 桃園市：龜山區、桃園區、蘆竹區。
- 新竹市：東區。

## 相簿

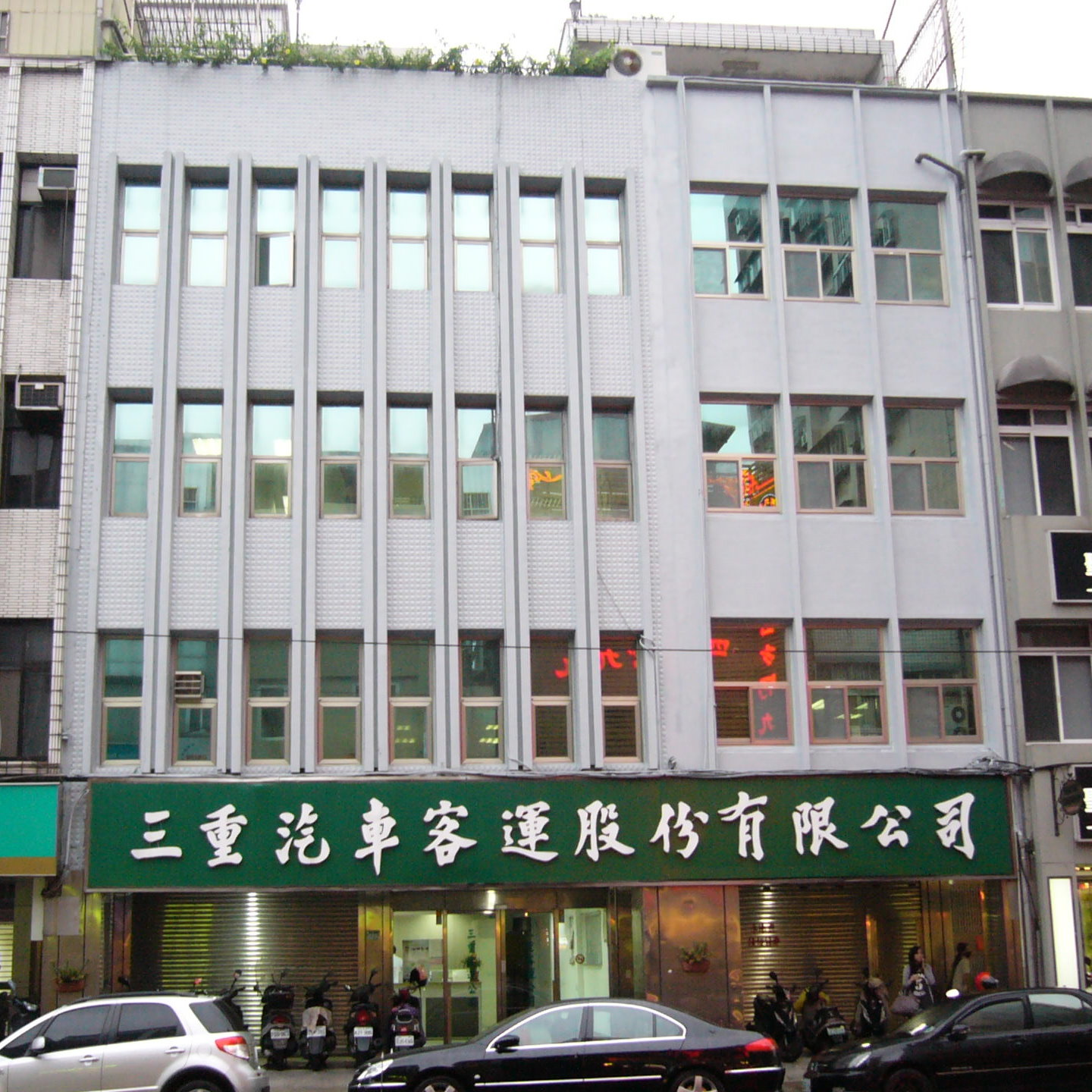
正義北路舊總部
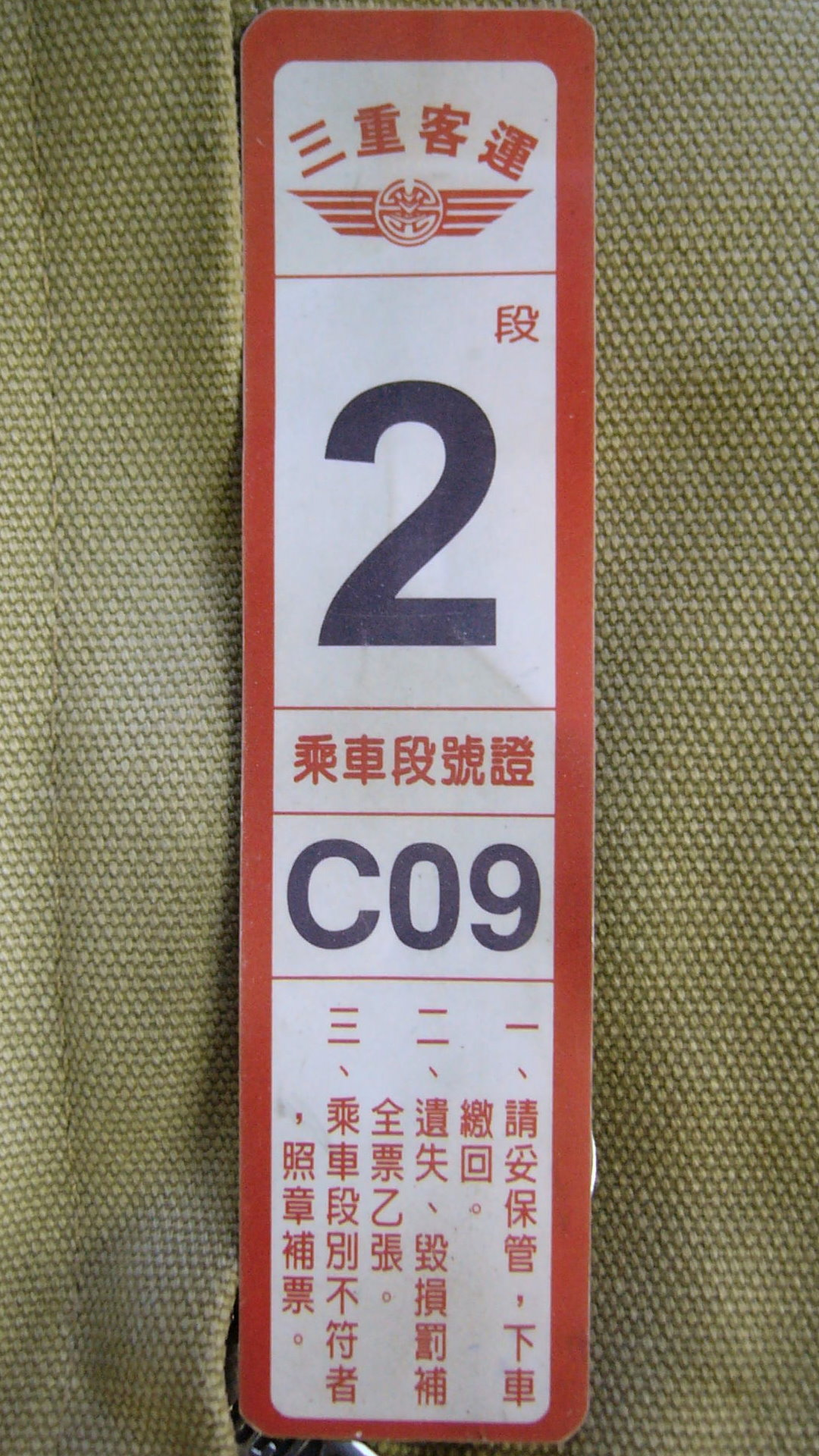
三重客運乘車段號證
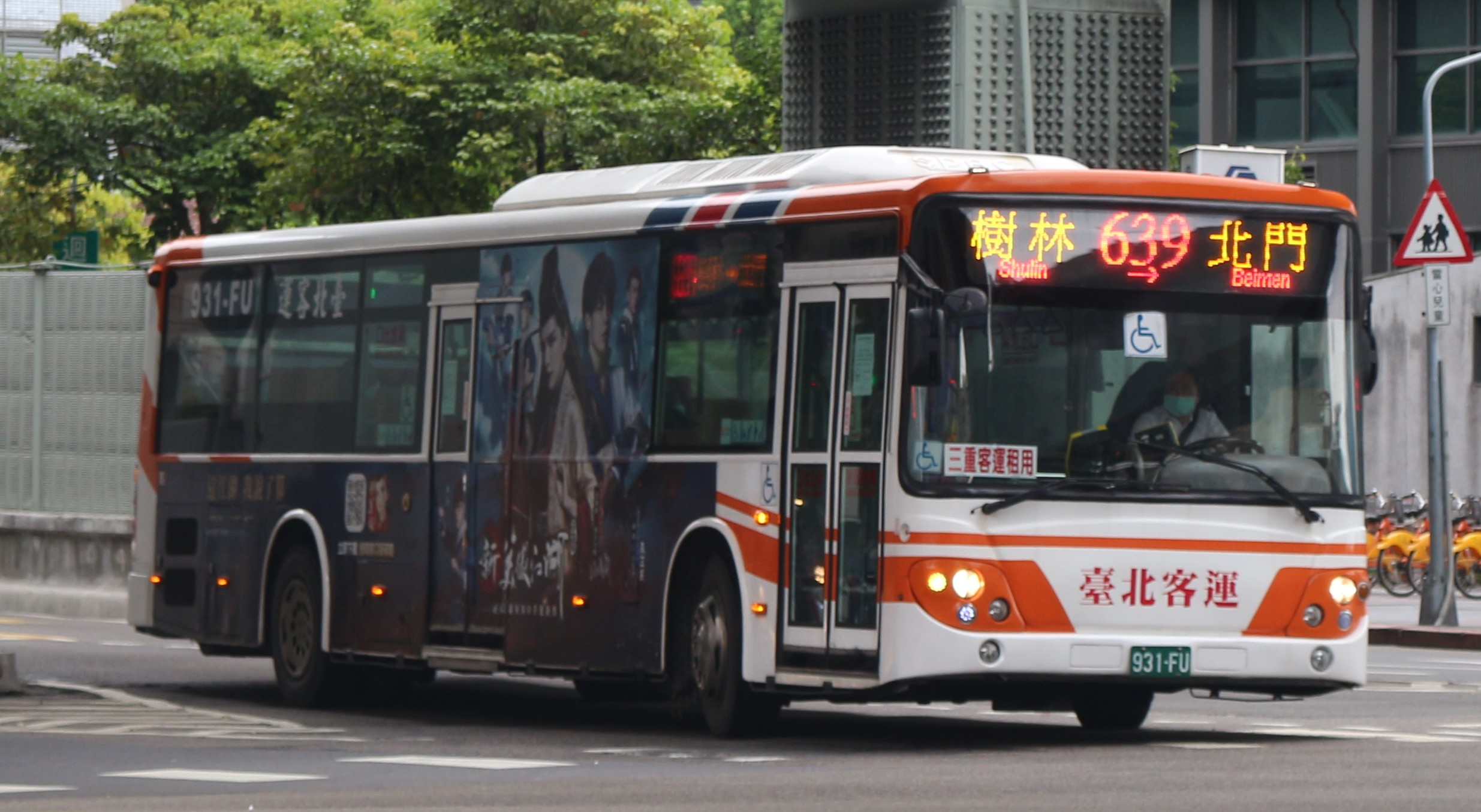
三重客運於2020年5月租用同集團臺北客運車輛行駛639等路線

## 關係企業
臺北首都客運集團
- 首都客運
- 臺北客運
- 台中客運
- 大都會客運

轉投資
- 統聯客運

## 外部連結
- 三重客運 （页面存档备份，存于）
- 臺北市雙層觀光巴士 （页面存档备份，存于）
- 暢行台北-公車客運資訊站 （页面存档备份，存于）
- 運輸知識庫巴士交會點 （页面存档备份，存于）